# Aamir Khan
Aamir Hussain Khan, född 14 mars 1965 i Bombay, är en indisk skådespelare, filmproducent och manusförfattare, med rötter i Afghanistan. Flera personer i hans familj arbetar inom filmindustrin, till exempel hans far Tahir Hussain (filmproducent), hans farbror Nasir Hussain (regissör), hans kusin Mansoor Khan (regissör) och hans systerson, Imran Khan, som är skådespelare. Aamir Khan började som barnskådespelare redan 1973 i filmen Yadoon Ki Baaraat. Khan ses som en perfektionist eftersom han endast vill arbeta med en film i taget, något som är ganska ovanligt inom den indiska filmindustrin.

## Filmografi
| double-dagger | Kommande Roller |

| År   | Titel                           | Roll                                                     | Övrigt |
| ---- | ------------------------------- | -------------------------------------------------------- | --- |
| 1973 | Yaadon Ki Baaraat               | Ung Ratan                                                | Barnskådespelare |
| 1974 | Madhosh                         |                                                          | Barnskådespelare |
| 1985 | Holi                            | Madan Sharma                                             | |
| 1988 | Qayamat Se Qayamat Tak          | Raj                                                      | National Film Award Special Jury Award Filmfare Award för Bästa Manliga Debut Nominerad — Filmfare Award för Bästa Manliga Huvudroll |
| 1989 | Raakh                           | Aamir Hussain                                            | National Film Award Special Jury Award Nominerad — Filmfare Award för Bästa Manliga Huvudroll                                        |
| 1989 | Love Love Love                  | Amit                                                     | |
| 1990 | Awwal Number                    | Sunny                                                    | |
| 1990 | Tum Mere Ho                     | Shiva                                                    | |
| 1990 | Dil                             | Raja                                                     | Nominerad — Filmfare Award för Bästa Manliga Huvudroll                                                                               |
| 1990 | Deewana Mujh Sa Nahin           | Ajay Sharma                                              | |
| 1990 | Jawani Zindabad                 | Shashi                                                   | |
| 1991 | Afsana Pyaar Ka                 | Raj                                                      | |
| 1991 | Dil Hai Ke Manta Nahin          | Raghu Jetley                                             | Nominerad — Filmfare Award för Bästa Manliga Huvudroll                                                                               |
| 1991 | Isi Ka Naam Zindagi             | Chotu                                                    | |
| 1991 | Daulat Ki Jung                  | Rajesh Chaudhry                                          | |
| 1992 | Jo Jeeta Wohi Sikandar          | Sanjaylal Sharma                                         | Nominerad — Filmfare Award för Bästa Manliga Huvudroll                                                                               |
| 1993 | Parampara                       | Ranbir Prithvi Singh                                     | |
| 1993 | Hum Hain Rahi Pyar Ke           | Rahul Malhotra                                           | Nominerad — Filmfare Award för Bästa Manliga Huvudroll                                                                               |
| 1994 | Andaz Apna Apna                 | Amar Manohar                                             | Nominerad — Filmfare Award för Bästa Manliga Huvudroll                                                                               |
| 1995 | Baazi                           | Amar Damjee                                              | |
| 1995 | Aatank Hi Aatank                | Rohan                                                    | |
| 1995 | Rangeela                        | Munna                                                    | Nominerad — Filmfare Award för Bästa Manliga Huvudroll                                                                               |
| 1995 | Akele Hum Akele Tum             | Rohit                                                    | |
| 1996 | Raja Hindustani                 | Raja Hindustani                                          | Filmfare Award för Bästa Manliga Huvudroll                                                                                           |
| 1997 | Ishq                            | Raja                                                     | |
| 1998 | Ghulam                          | Siddharth Marathe                                        | Nominerad — Filmfare Award för Bästa Manliga Huvudroll Nominerad — Filmfare Award för Bästa Manliga Playback Singer                  |
| 1999 | Sarfarosh                       | Ajay Singh Rathod                                        | Nominerad — Filmfare Award för Bästa Manliga Huvudroll                                                                               |
| 1999 | Mann                            | Dev Karan Singh                                          | |
| 1999 | Earth (1947)                    | Dil Navaz                                                | |
| 2000 | Mela                            | Kishan Pyare                                             | |
| 2001 | Lagaan                          | Bhuvan                                                   | Filmfare Award för Bästa Manliga Huvudroll Nominerad - Oscar för Bästa Utländska Film                                                |
| 2001 | Dil Chahta Hai                  | Akash Malhotra                                           | Nominerad — Filmfare Award för Bästa Manliga Huvudroll                                                                               |
| 2005 | Mangal Pandey: The Rising       | Mangal Pandey                                            | Nominerad — Filmfare Award för Bästa Manliga Huvudroll                                                                               |
| 2006 | Rang De Basanti                 | Daljit 'DJ' Singh                                        | Filmfare Critics Award för Bästa Manliga Huvudroll Nominerad — Filmfare Award för Bästa Manliga Huvudroll                            |
| 2006 | Fanaa                           | Rehan Quadri                                             | |
| 2007 | Taare Zameen Par                | Ram Shankar Nikumbh                                      | Nominerad - Filmfare Award för Bästa Manliga Biroll Filmfare Award för Bästa Regi                                                    |
| 2008 | Ghajini                         | Sanjay Singhania                                         | Nominerad - Filmfare Award för Bästa Manliga Huvudroll                                                                               |
| 2009 | 3 Idiots                        | Ranchhoddas Shamaldas Chanchad (Rancho)/ Phunsukh Wangdu | Nominerad — Filmfare Award för Bästa Manliga Huvudroll Regisserad av Rajkumar Hirani                                                 |
| 2011 | Dhobi Ghat                      | Arun                                                     | |
| 2012 | Talaash: The Answer Lies Within | Inspector Surjan Singh Shekhawat                         | |
| 2013 | Bombay Talkies                  |                                                          | |
| 2013 | Dhoom 3: Back in Action         |                                                          | |
| 2014 | P.K.                            |                                                          | Regisserad av Rajkumar Hirani |